# Rustin (pel·lícula)
Rustin és una pel·lícula de drama biogràfic estatunidenca de 2023 dirigida per George C. Wolfe, a partir d'un guió de Julian Breece i Dustin Lance Black, i una història del mateix Breece sobre la vida de l'activista pels drets civils Bayard Rustin. Produïda per la productora Higher Ground de Barack i Michelle Obama, la pel·lícula és protagonitzada per Colman Domingo en el paper principal, al costat de Chris Rock, Glynn Turman, Aml Ameen, Gus Halper, CCH Pounder, Da'Vine Joy Randolph, Johnny Ramey, Michael Potts, Jeffrey Wright i Audra McDonald. Es basa en la història real de Rustin, que va ajudar Martin Luther King Jr. i altres activistes a organitzar la Marxa de Washington pel treball i la llibertat de 1963. S'ha subtitulat al català.
Rustin es va estrenar al Festival de Telluride Film Festival el 31 d'agost de 2023 i es va projectar al Festival Internacional de Cinema de Toronto el 13 de setembre del mateix any. La pel·lícula es va estrenar en una selecció de cinemes el 3 de novembre, abans de ser estrenada a Netflix el 17 de novembre. Va rebre crítiques generalment positives, i la interpretació de Domingo va obtenir nombrosos reconeixements, com ara nominacions per al premi Oscar, al BAFTA, al Globus d'Or i al premi del Sindicat d'Actors de Cinema al millor actor.